# بيل هيوز (لاعب كرة قدم أمريكية)
بيل هيوز (بالإنجليزية: Bill Hughes)‏ هو لاعب كرة قدم أمريكية أمريكي، ولد في 11 أبريل 1915 في ألستاين في الولايات المتحدة، وتوفي في 6 يوليو 1978 في مقاطعة بينيلاس في الولايات المتحدة.